# Krytyczne niedokrwienie kończyn
Krytyczne niedokrwienie kończyn – termin medyczny odnoszący się do osób z przewlekłym, miażdżycowym niedokrwieniem kończyn, u których stopień zaawansowania choroby doprowadził do przewlekłego bólu spoczynkowego kończyn, wystąpienia owrzodzeń lub martwicy w obrębie kończyn.
W definicji podkreśla się przewlekły i miażdżycowy charakter zmian, gdyż istnieją także inne choroby, które mogą przebiegać z powyższymi objawami, jednakże nie są zaliczane do przypadków krytycznego niedokrwienia kończyn.

## Rozpoznanie
Zwykle przypadki KNK są rozpoznawane na podstawie badania fizykalnego, jednakże w niektórych przypadkach na rozpoznanie mogą mieć wpływ następujące badania dodatkowe:
- ciśnienie na poziomie kostek < 50 - 70 mmHg lub
- ciśnienie na paluchu < 30 50 mmHg lub
- przezskórny pomiar ciśnienia parcjalnego tlenu < 30 - 50 mmHg

## Diagnostyka różnicowa
Jak wspomniano, krytyczne niedokrwienie kończyn wymaga różnicowania z:
- ostre niedokrwienie kończyny
- cukrzycowa neuropatia czuciowa
- stopa cukrzycowa
- odruchowa dystrofia współczulna
- rwa kulszowa
- obwodowa neuropatia czuciowa niecukrzycowa
- choroba Buergera
- nocne bolesne kurcze
- piodermia zgorzelinowa
- owrzodzenia w przebiegu chorób nowotworowych
- tłuszczowate obumieranie skóry

## Leczenie krytycznego niedokrwienia kończyn
- leczenie zachowawcze
  - zwalczanie bólu opioidami
  - leki przeciwpłytkowe
  - prostanoidy
  - antykoagulanty
  - hemodylucja
- leczenie inwazyjne
  - rewaskularyzacja
  - sympatektomia lędźwiowa
  - amputacja

## Rokowanie
Po 1 roku od rozpoznania około 25% chorych umiera, u około 25% zostaje wykonana amputacja w obrębie kończyny. Pozostałe 50% chorych przeżywa ponad 1 rok, choć nadal może cierpieć z powodu bólu, owrzodzenia lub martwicy